# Christian Petry (Autor)
Christian Petry (* 2. Dezember 1941 in Halle (Saale); † 12. November 2018) war ein deutscher Autor. Er war Geschäftsführer der Freudenberg-Stiftung und Mitbegründer der Amadeu Antonio Stiftung.

## Leben
Nach einem Studium in Soziologie und Geschichte war Petry ab 1974 Lehrer an der Gesamtschule Weinheim. 1984 wurde Petry Geschäftsführer der ebenfalls in Weinheim ansässigen Freudenberg-Stiftung, die Integration und Schaffung demokratischer Strukturen verfolgt. Als Geschäftsführer der Freudenberg-Stiftung hat Petry über die finanzielle Förderung der Amadeu Antonio Stiftung entschieden. Petry war Mitglied im Kuratorium der Amadeu Antonio Stiftung.
Als 2002 bekannt wurde, dass Anetta Kahane eine IM der Stasi gewesen war, verteidigte Christian Petry diese. Damals war Petry als Geschäftsführer der Freudenberg-Stiftung Kahanes Vorgesetzter. Petry war Kahanes Tätigkeit für die Stasi seit 1990 bekannt. Laut einem TAZ-Interview habe Petry bereits 1990 Kahanes vollständige Stasi-Akte gelesen: Petry zufolge sei Kahane 1974 festgenommen worden, als sie einer Freundin zur Republikflucht verhelfen wollte. Am nächsten Tag sei sie dann von der Stasi angeworben worden. Petry sagte 2002, hinter Kahanes Zusammenarbeit mit der Stasi stehe "eher eine Heldengeschichte". Zudem habe Kahane ihre Verpflichtungserklärung zur Zusammenarbeit mit der Stasi in Haft unterschrieben.
2011 verlangte die damalige Familienministerin Kristina Schröder (CDU) von Stiftungen, die öffentliche Gelder erhielten, die Unterzeichnung einer Verpflichtungserklärung. Mit dieser Erklärung sollten sich Stiftungen verpflichten, nicht mit verfassungsfeindlichen Organisationen und Personen zu kooperieren. Christian Petry initiierte daraufhin gemeinsam mit dem Bündnis für Demokratie und Toleranz einen Protestbrief, in welchem die geforderte Einverständniserklärung als „Schnüffelparagraph“ bezeichnete.

## Schriften
- Studenten aufs Schafott: Die Weisse Rose und ihr Scheitern. Piper, München 1968
- Curriculumentwicklung, Lehrerfortbildung, Schulberatung: Evaluationsbericht d. Regionalen Pädag. Zentrums in Aurich. Autor. Klett-Cotta, Stuttgart 1980. (Mitautoren Detlef Berg und Jürgen Raschert)
- Der lange Weg der Bildungsreform: Gisela und Hermann Freudenberg zum 80. Geburtstag. Beltz, Weinheim 2004. (Mitautoren Gisela Freudenberg, Hermann Freudenberg, Hans-Henning Pistor)

Buchbeiträge
- „Sehr geehrter Herr Oberbürgermeister“, in: Wilhelm Heitmeyer (Hrsg.): Deutsche Zustände (Folge 4), Edition Suhrkamp, Frankfurt a. M. 2006, ISBN 978-3-518-12454-3, S. 273–291. Online im „Dossier Rechtsextremismus“ der Bundeszentrale für politische Bildung, 2007
- Über Romeo Franz, Einleitung zu: Mare Manuscha. Innenansichten aus Leben und Kultur der Sinti & Roma, Faust Verlag, Frankfurt am Main 2019, ISBN  978-3-945400-57-9, S. 231–235

## Herausgegebene Schriften
- Leben und Lernen in der multikulturellen Gesellschaft: 2. Weinheimer Gespräch. Weinheim, Beltz 1993.
- Werte und Erziehung: kann Schule zur Bindungsfähigkeit beitragen? 4. Weinheimer Gespräch. Petry; Karin Sitte Verlag: Weinheim Beltz 1996
- Rechtsextremistische Jugendliche – was tun?: 5. Weinheimer Gespräch. Weinheim, Beltz 1999.